# Opel Frontera
La Opel Frontera è un fuoristrada prodotto dalla casa automobilistica tedesca Opel dal 1991 al 2003.
La Frontera veniva proposta in due varianti di carrozzeria, e cioè a 3 porte con passo corto e a 5 porte con passo lungo.

## Profilo generale
La Opel Frontera è la versione europea dei fuoristrada giapponesi Isuzu MU (la versione a 3 porte) e Wizard (la versione a 5 porte), che erano in produzione dal 1989; in Gran Bretagna, dove il marchio Opel è assente, la vettura è stata commercializzata con il marchio Vauxhall.
Era prodotta nello stabilimento inglese di Luton a quel tempo conosciuto come IBC Factory (Isuzu Bedford Company) al 60% della GM e al 40% della Isuzu in seguito la GM acquisì il pacchetto azionario della Isuzu rinominando l'impianto GM Manufacturing Luton (GMM Luton).

## Storia

### Prima serie: Frontera A (1991-1998)
La Opel Frontera venne presentata per la prima volta al Salone dell'automobile di Ginevra nel marzo 1991. Erano disponibili due versioni, la Sport a 3 porte a passo corto, con hard-top asportabile e con motore 2.0 benzina (115cv) e La Wagon, a 5 porte e passo lungo con motori 2.4 benzina (125 cv) e 2.3 turbodiesel (100 cv) di progettazione GM. Prodotta negli stabilimenti di Luton, in Inghilterra, la Frontera era disponibile solo in due allestimenti, più spartano per la Sport e più ricco per la Wagon (che comprendeva vetri elettrici per tutte le porte, servosterzo e chiusura centralizzata).
Nell'estate 1992 cominciò la commercializzazione in Italia e presto si aggiunsero versioni speciali più ricche nell'equipaggiamento e la versione Sport con tetto in tela.

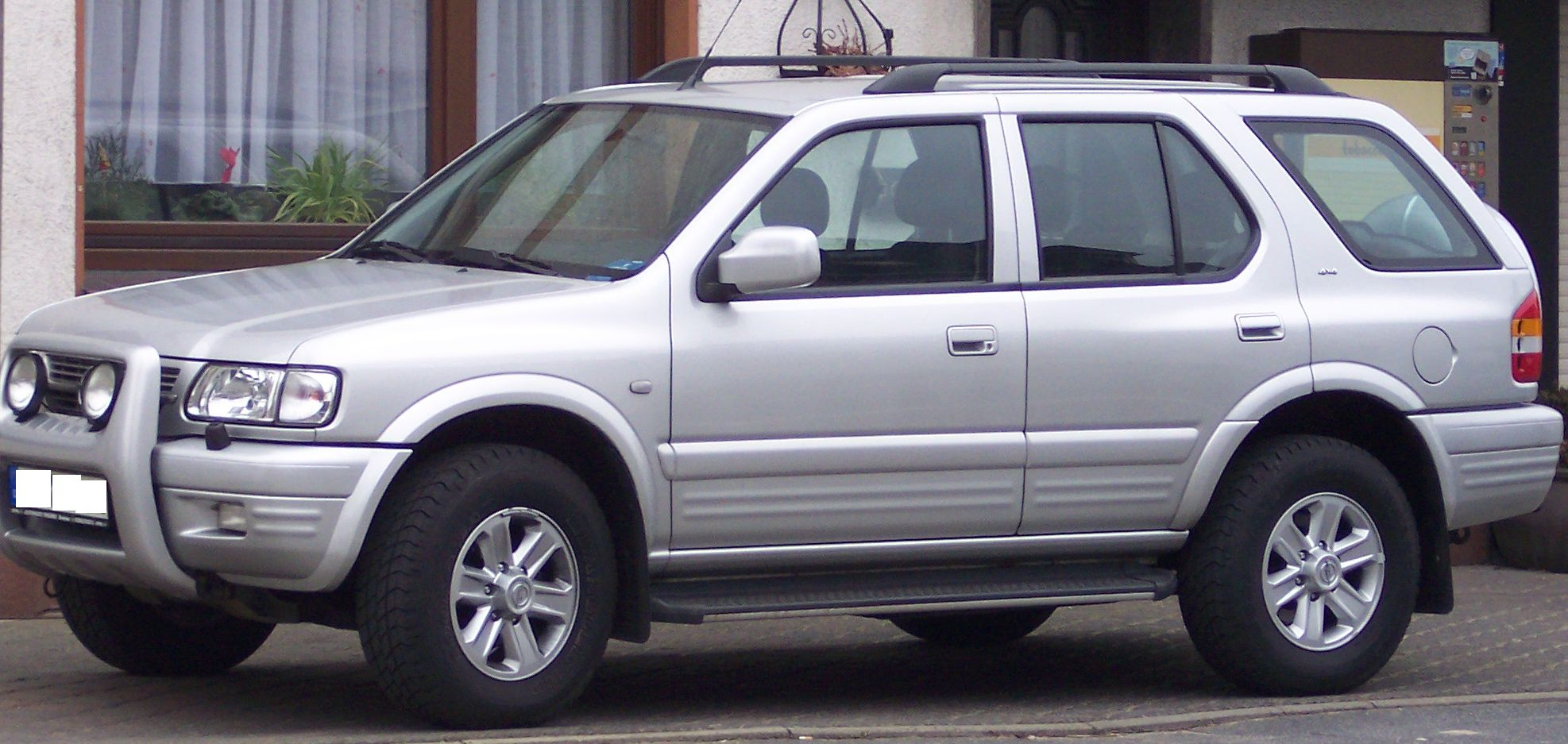
Frontera B seconda serie

Nel marzo 1995, al Salone di Ginevra, viene presentata una versione aggiornata e migliorata, il motore 2.0 benzina C20NE viene sostituito dalla versione X20SE, il 2.4 dal nuovo 2.2 16 valvole sempre a benzina, che sviluppava una potenza di 136 cv, il 2.3 Turbodiesel venne sostituito con il motore 2.8 TDI(113 cv) Isuzu. Vengono aggiornate le sospensioni posteriori e i freni che passano da molle a balestra a molle elicoidali, e dischi autoventilanti al posto dei tamburi. Il motore da 2,8 di cilindrata in Italia rimane in listino solo un anno a causa dello scarso successo di vendite dovuto alla presenza di una sovrattassa che colpiva le motorizzazioni diesel superiori a 2,5 litri. Viene sostituito da un 2,5 TDl della VM Motori da 115 cv, motore dalle ottime prestazioni e molto ecologico, tanto da riuscire ad avere l'omologazione Euro 2 anche senza l'utilizzo del catalizzatore.

### Seconda serie: Frontera B (1998-2003)
Nel settembre 1998 venne presentata la vera e propria seconda serie della Frontera con nuovo telaio e nuova carrozzeria. Il gruppo GM insieme alla Isuzu investirono 170 milioni di dollari nella produzione della nuova serie a Luton nello stabilimento della IBC. Oltre il 50% dei componenti era inedito e la massa totale della vettura venne ridotta tra gli 83 kg (per la
versione tre porte) e i 139 kg (la wagon cinque porte).
Le novità della nuova Frontera riguardano anche le motorizzazioni: tutti di nuova generazione e fruibili su entrambe le versioni 3 e 5 porte ed erano così composti:
un nuovo e moderno 2.2dti da 115cv  (2171cc)  motore a 16v, iniezione diretta turbo e intercooler. il rinnovato 2,2 16v benzina (2136cc) (che sulla serie A era disponibile solamente sul 5 porte) ora è disponibile anche sulla 3 porte, e il grande 3,2 V6 da 205cv sempre benzina. Novità anche per quanto riguarda il cambio automatico disponibile come optional sulle motorizzazioni 3.2 V6 e 2.2 DTI.
Molti gli accessori di serie e a richiesta tra cui, computer di bordo (controllo livello olio motore, livello liquido lavavetri, usura pastiglie anteriori, controllo luci) antifurto volumetrico
Nuovo anche l'assale Posteriore fornito da DANA e nel modello 44, nuovo il sistema del gruppo sospensioni posteriore a 5 Link (4 puntoni e la panhard)
La Frontera è uscita di produzione a fine 2003: il suo posto verrà preso nel 2006 dalla Opel Antara.

Nel 2024 Opel decide di usare il nome Frontera per l'erede della Opel Crossland X.

## Meccanica

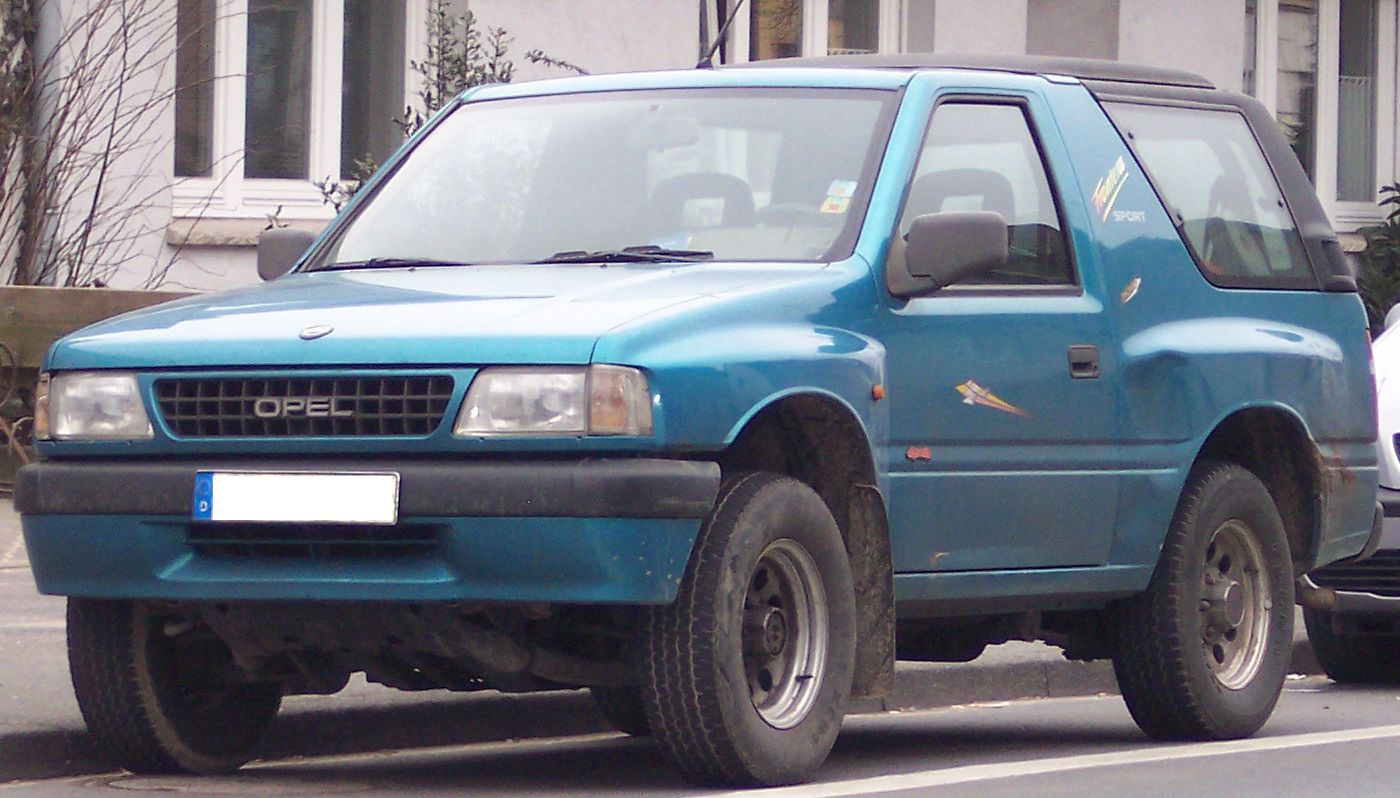
Una Frontera Sport 3 porte

Molti dei propulsori utilizzati per la Frontera sono impiegati anche sul resto della produzione Opel: il 2 litri benzina di base a due valvole per cilindro utilizzato sulla prima serie è lo stesso utilizzato nella versione base della Calibra, mentre il 2.3 turbodiesel è lo stesso montato sulle contemporanee Opel Omega. Anche il 2.4 a benzina da 125 CV, montato sulle versioni a 5 porte, deriva dal motore che negli anni '80 è stato impiegato sulle Ascona 400 e sulle Manta 400. Tra i motori non utilizzati nella normale produzione automobilistica della Opel vi era il 2.8 TDi, di origine Isuzu.

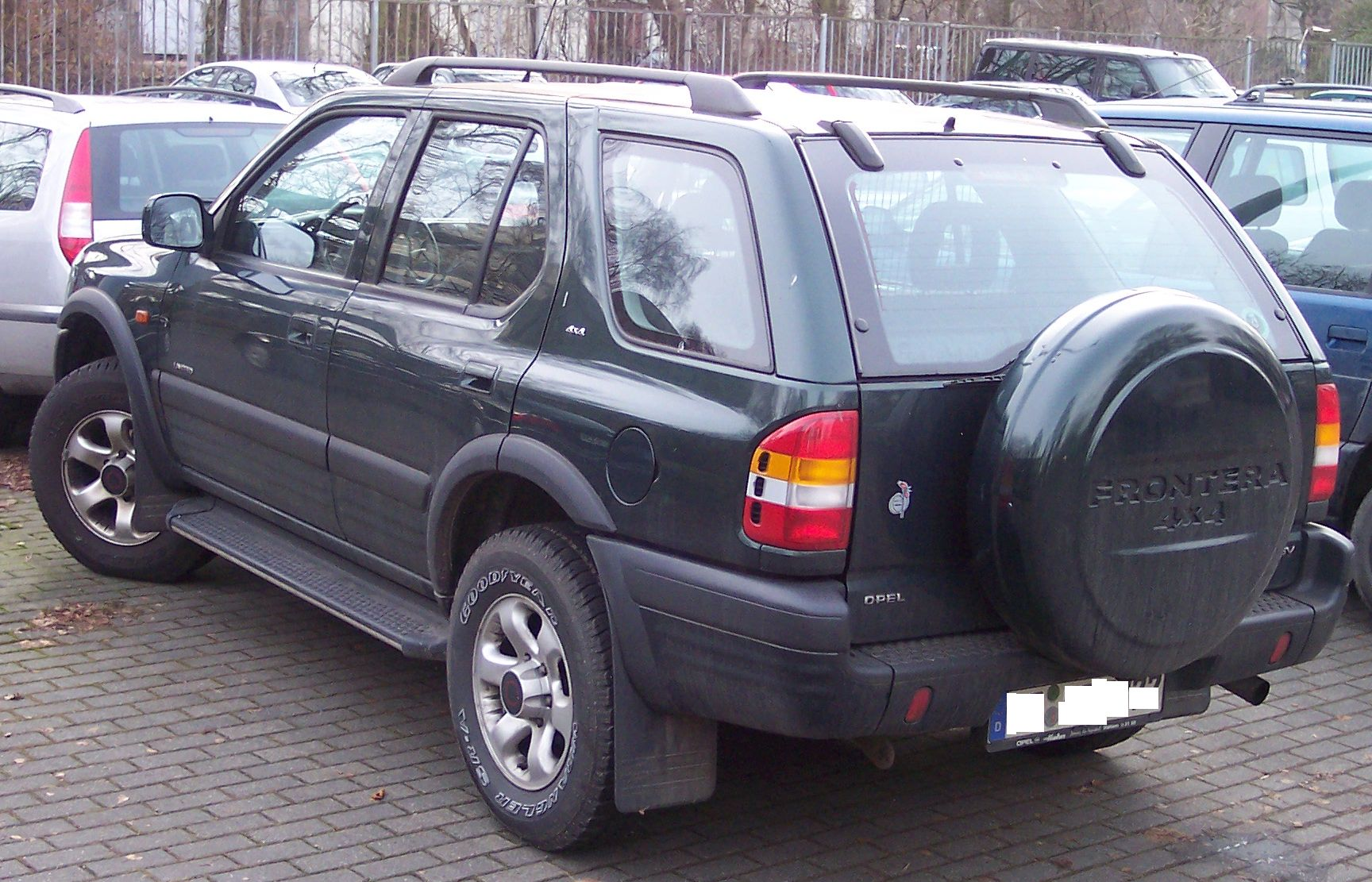
Una Frontera 5 porte vista da dietro

Se negli Stati Uniti la Frontera è definita come SUV, in Europa tale definizione non calza perché si tende a fare una chiara distinzione tra SUV e fuoristrada. La Frontera, con il suo telaio a longheroni scatolati e traverse e carrozzeria separata, appartiene chiaramente al settore dei fuoristrada. Del resto, come i fuoristrada monta il tradizionale retrotreno ad assale rigido e dispone del riduttore. L'avantreno, invece, è a ruote indipendenti. La trazione è posteriore, ma in caso di utilizzo off-road o in caso di emergenza, per esempio un fondo stradale innevato o gelato, si può inserire la trazione anche sulle ruote anteriori. In queste condizioni, la coppia motrice è distribuita al 50% sull'avantreno e al 50% sul retrotreno.
Per quanto riguarda le prestazioni, inutile sottolineare che un fuoristrada non è fatto né per i grandi scatti, né per i grandi allunghi, ma a titolo di curiosità si possono riportare di seguito le prestazioni velocistiche:
- Frontera 2.0i: 115 CV, 157 km/h, da 0 a 100 km/h in 14"3;
- Frontera 2.2i 16V: 136 CV, 161 km/h, da 0 a 100 km/h in 13"6;
- Frontera 2.4i: 125 CV, 153 km/h, da 0 a 100 km/h in 16"5;
- Frontera 3.2 V6 24V: 205 CV, 192 km/h, da 0 a 100 km/h in 9"7;
- Frontera 2.2 16V DTi 3p: 116 CV, 155 km/h, da0 a 100 km/h in 13"9;
- Frontera 2.2 16V DTi 5p: 116 CV, 154 km/h, da0 a 100 km/h in 14"6;
- Frontera 2.3 turbodiesel: 101 CV, 147 km/h, da 0 a 100 km/h in 19"3;
- Frontera 2.5 turbodiesel: 116 CV, 155 km/h, da 0 a 100 km/h in 16".

## Le Isuzu MU e Wizard nel mondo
Oltre alla versione europea, le Isuzu MU e Wizard furono anche prodotte negli Stati Uniti d'America nell'impianto Subaru-Isuzu Automotive (poi Subaru of Indiana Automotive) di Lafayette nell'Indiana e commercializzate con i nomi di Isuzu Amigo (la 3 porte) e Rodeo (la 5 porte). Nel 2003 nell'ultimo anno di commercializzazione l'Amigo venne rinominata Rodeo Sport.

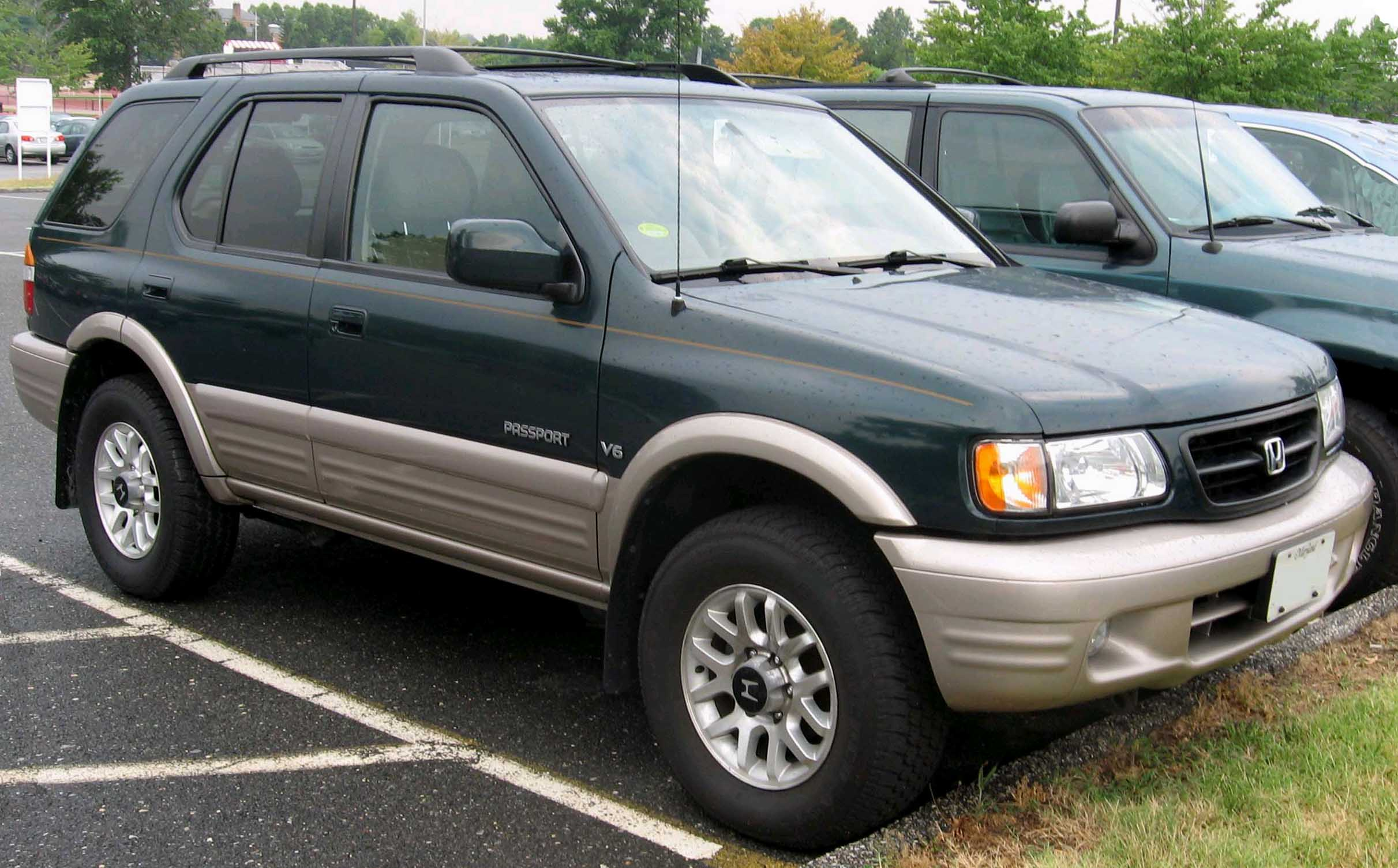
Honda Passport

Nella prima metà degli anni novanta, poi, c'è stato un accordo tra Isuzu e la Honda, con il quale la Isuzu si impegnava a fornire alla Honda alcuni dei suoi fuoristrada, mentre la Honda avrebbe permesso alla Isuzu di commercializzare alcune delle sue autovetture. In questo modo, dal 1994 al 2002, le Isuzu Rodeo furono commercializzate negli Stati Uniti d'America anche come Honda Passport.
In Australia furono commercializzate come Holden Frontera.
Alcuni Paesi sudamericani, hanno visto la commercializzazione della Isuzu Frontier e altri della Chevrolet Frontera.